# فين لاودروب
فين لاودروب (بالدنماركية: Finn Laudrup)‏ هو مدرب كرة قدم ولاعب كرة قدم دنماركي في مركز الهجوم، ولد في 31 يوليو 1945 في فريدريكسبرغ في الدنمارك. شارك مع منتخب الدنمارك تحت 21 سنة لكرة القدم ومنتخب الدنمارك لكرة القدم. أما مع النوادي، فقد لعب مع كوبنهاغن بولدكلوب ونادي بروندبي ونادي فينر.

## وصلات خارجية
- فين لاودروب على موقع الاتحاد الدولي (مؤرشف)  (الإنجليزية)
- فين لاودروب على موقع الاتحاد الأوربي (الإنجليزية)
- فين لاودروب على موقع قاعدة بيانات كرة القدم.إي يو (الإنجليزية)
- فين لاودروب على موقع ناشيونال فوتبول تيمز (الإنجليزية)